# Peixe-faca
A família Notopteridae contém oito espécies de osteoglossiformes, comumente chamados de peixes-faca. Este animais vivem em água doce ou salobra especialmente na África e Sudeste Asiático. Eles são bastante alongados e com a aparência resultante de uma faca. O nome vem do Grego noton que quer dizer "atrás" e pteron que quer dizer "nadadeira".
Com a denominação "peixe-faca", Os notopterídeos não devem ser confundidos com os Gymnotiformes, os sarapós. Eles têm em comum a nadadeira anal estendida e o fato de poderem nadar de costas.
Notopterídeos são especialistas em nadar de costas. Eles podem absorver oxigênio do ar e também produzir som.
Um grande número de espécies, especialmente Chitala chitala, são usadas na pesca e ocasionalmente no aquarismo.

## Gêneros e espécies
- Gênero Chitala
  - Peixe-faca-real, Chitala blanci (d'Aubenton, 1965).
  - Peixe-faca-pallhaço, Chitala chitala (Hamilton, 1822).
  - Peixe-faca-gigante, Chitala lopis (Bleeker, 1851).
  - Clown Featherback, Chitala ornata (Gray, 1831).
- Gênero Notopterus
  - Peixe-faca-bronze, Notopterus notopterus (Pallas, 1769).
- Gênero Papyrocranus
  - Peixe-faca-reticulado, Papyrocranus afer (Günther, 1868).
  - Peixe-faca-do-congo,Papyrocranus congoensis (Nichols & La Monte, 1932).
- Gênero Xenomystus
  - Peixe-faca africano, Xenomystus nigri (Günther, 1868).